# 第7屆日本電影學院獎
第7回日本電影學院獎于1984年2月16日发布并举行颁奖仪式。

## 最優秀作品奖
- 《楢山節考》

### 優秀作品奖
- 《家族游戏》
- 《細雪 (1983年電影)》
- 《俘虜》
- 《南极物语》

## 最優秀監督奖
- 五社英雄（《陽暉樓（日语：陽暉楼）》）

### 優秀監督奖
- 市川崑（《細雪 (1983年電影)》）
- 今村昌平（《楢山節考》）
- 大岛渚（《俘虜》）
- 森田芳光（《家族游戏》）

## 最優秀脚本奖
- 高田宏治（日语：高田宏治）（《陽暉樓（日语：陽暉楼）》）

### 優秀脚本奖
- 今村昌平（《楢山節考》）
- 大野靖子（日语：大野靖子）（《居酒屋兆治（日语：居酒屋兆治）》）
- 田中陽造（日语：田中陽造）（《魚影之群（日语：魚影の群れ）》）
- 森田芳光（《家族游戏》）

## 最優秀主演男優奖
- 緒形拳（《楢山節考》／《陽暉樓（日语：陽暉楼）》／《魚影之群（日语：魚影の群れ）》）

### 優秀主演男優奖
- 加藤嘉（日语：加藤嘉）（《故鄉(日本電影)（日语：ふるさと_(1983年の映画)）》）
- 松田優作（《家族游戏》）
- 森繁久彌（日语：森繁久彌）（《小説吉田學校（日语：小説吉田学校）》）
- 渡瀨恒彥（日语：渡瀬恒彦）（《淚橋》／《時代屋的女房（日语：時代屋の女房）》）

## 最優秀主演女優奖
- 小柳留美子（《白蛇抄》）

### 優秀主演女優奖
- 池上季実子（日语：池上季実子）（《陽暉楼（日语：陽暉楼）》）
- 坂本澄子（日语：坂本スミ子）（《楢山節考》）
- 田中裕子（《天城山奇案》／《男人真命苦30 寅次郎落英繽紛》）
- 夏目雅子（《魚影之群（日语：魚影の群れ）》／《時代屋之女房（日语：時代屋の女房）》）

## 最優秀助演男優奖
- 風間杜夫（《陽暉楼（日语：陽暉楼）》／《人生劇場（日语：人生劇場）》）

### 優秀助演男優奖
- 伊丹十三（《家族游戏》／《居酒屋兆治（日语：居酒屋兆治）》／《細雪 (1983年電影)》／《迷走地図（日语：迷走地図）》）
- 佐藤浩市（《魚影之群（日语：魚影の群れ）》／《日本海大海戰 海軍進行曲》）
- 田中邦衛（《居酒屋兆治（日语：居酒屋兆治）》／《三等高校生（日语：三等高校生）》／《逃離之街（日语：逃がれの街）》）
- 北野武（《俘虜》）

## 最優秀助演女優奖
- 淺野溫子（《陽暉楼（日语：陽暉楼）》／《骯髒的英雄（日语：汚れた英雄）》）

### 優秀助演女優奖
- 加藤登紀子（《居酒屋兆治（日语：居酒屋兆治）》）
- 十朱幸代（《魚影之群（日语：魚影の群れ）》／《遺孤人間（日语：この子を残して）》）
- 倍賞美津子（《陽暉楼（日语：陽暉楼）》／《楢山節考》）
- 由紀沙織（日语：由紀さおり）（《家族游戏》）

## 最優秀音楽奖
- 佐藤勝（日语：佐藤勝）（《陽暉楼（日语：陽暉楼）》／《海嶺(1983年電影)（日语：海嶺_(1983年の映画)）》／《老師(1983年電影)（日语：せんせい (1983年の映画)）》）

### 優秀音乐奖
- 池邊晋一郎（日语：池辺晋一郎）（《楢山節考》／《沖繩少年》）
- 加藤和彥（《別擔心，我的朋友（日语：だいじょうぶマイフレンド）》／《探偵物語》）
- 坂本龍一（《俘虜》）
- 范吉利斯（《南极物语》）

## 最優秀摄影奖
- 森田富士郎（《陽暉楼（日语：陽暉楼）》／《伊贺忍法帖》）

### 優秀摄影奖
- 椎塚彰（《南极物语》）
- 栃沢正夫（《楢山節考》）
- 羽方義昌（《天城越え》）
- 長谷川清（《細雪 (1983年電影)》）

## 最優秀照明奖
- 増田悦章（《陽暉楼（日语：陽暉楼）》／《伊贺忍法帖》）

### 優秀照明奖
- 川島晴雄（《南极物语》）
- 岩木保夫（《楢山節考》）
- 宮原敬（《天城越え》）
- 佐藤幸次郎（《細雪 (1983年電影)》）

## 最優秀美術奖
- 西岡善信、山下謙爾（《陽暉楼（日语：陽暉楼）》）

### 優秀美術奖
- 桑名忠之（《白蛇抄》）
- 戸田重昌（《俘虜 (電影)》）
- 村木忍（《細雪 (1983年電影)》）
- 芳野尹孝（《楢山節考》／《時代屋の女房》／《この子を残して》）

## 最優秀録音奖
- 紅谷愃一（《楢山節考》／《居酒屋兆治》）

### 優秀録音奖
- 大橋鉄矢（《細雪 (1983年電影)》）
- 小野寺修（《家族游戏》／《みゆき》）
- 林鑛一（《白蛇抄》）
- 平井清重（《陽暉楼（日语：陽暉楼）》）

## 最優秀外国作品奖
- 《軍官與紳士》

### 優秀外国作品奖
- 《甘地传》
- 《蘇菲的抉擇》
- 《隔墙花》
- 《Flashdance（英语：闪电舞）》

## 新人俳優奖
- 金子正次（《竜二》）
- 杉本哲太（《白蛇抄》）
- 宮川一朗太（《家族游戏》）
- 仙道敦子（《細雪》／《白蛇抄》）
- 原田知世（《穿越時空的少女》）
- 渡辺典子（《積木くずし》）

### 話題奖
- 作品部門：《俘虜》
- 俳優部門：タロ、ジロ（《南极物语》）

## 出典・参考文献
- . 日外アソシエーツ. 2009. ISBN 4816922237.